# Simone Duvalier
Simone Duvalier znana jako Mama Doc (ur. 19 marca 1913 w Léogâne jako Simone Ovide, zm. 26 grudnia 1997 w Paryżu) – pierwsza dama Haiti w latach 1957–1980, żona François Duvaliera, dyktatorskiego prezydenta Haiti.

## Życiorys
Była nieślubną córką kupca Jules’a Faine’a, Mulata, oraz jednej z zatrudnionych u niego pokojówek. Większą część życia spędziła w sierocińcu na wzgórzach powyżej stolicy Haiti, Port-au-Prince.
Pracowała w hospicjum Saint François-de-Sales jako pomoc pielęgniarska. Pracował tam również Francois Duvalier, z którym wzięła ślub 27 grudnia 1939 w kościele St Pierre w Petionville. Podobnie jak jej mąż była praktykującą wyznawczynią voodoo, dzieląc z nim bycie kluczową postacią kultu religijnego w kraju za rządów Duvaliera. Poświęcono jej haitańską wersję modlitwy "Zdrowaś Maryjo", którą opublikowano w Katechizmie Rewolucji (Le Catechisme de la Revolution). Była nazywana "Matuchną".
Małżeństwo doczekało się czworga dzieci: córek Marie Denise, Simone, Nicole i syna Jean-Claude Duvalier (następca ojca, dyktatorski prezydent Haiti w latach 1971–1986). Po odsunięciu jej syna od władzy, w 1986 udała się wraz z nim na wygnanie do Francji.
Po rozwodzie syna, utraciła cały majątek finansowy na rzecz Michèle Bennett i żyła z synem w skromnych warunkach na przedmieściach Paryża. Zmarła 26 grudnia 1997 roku w wieku 84 lat w paryskim szpitalu.